# Estación de Casa de l'Aigua
Casa de l'Aigua es una estación de la línea 11 del Metro de Barcelona que se puso en servicio el año 2003, con la inauguración de esta línea entre Trinitat Nova y Can Cuiàs. 
Es subterránea y está situada en el distrito de Nou Barris de Barcelona al lado de la calle Aiguablava, al final de los talleres de las líneas 4 y 11 (desde el andén se ven vías de estacionamiento) y dispone de un solo nivel.
El acceso se hace a nivel desde la calle Aiguablava, donde se entra al vestíbulo que dispone de máquinas de venta de billetes, las puertas de control de acceso al andén y un centro de control. Al mismo nivel circulan los trenes por una sola vía con andén lateral, a la derecha mirando sentido Can Cuiàs y en curva para meter los dos coches de los que disponen los trenes de la serie 500.
| << cabecera   | < estación    | línea | estación >             | cabecera >> |
| ------------- | ------------- | ----- | ---------------------- | ----------- |
| Metro         |               |       |                        |             |
| Trinitat Nova | Trinitat Nova |       | Torre Baró \| Vallbona | Can Cuiàs   |

- Datos: Q2547371
- Multimedia: Casa de l'Aigua metrostation / Q2547371